# Ed Werenich
Ed Werenich (ur. 23 czerwca 1947 w Benito) – kanadyjski curler, dwukrotny mistrz świata z lat 1983 i 1990.
Werenich rozpoczął grę w curling w wieku 10 lat w swoim rodzinnym Benito, kontynuował ją w Toronto, do którego przeniósł się po ukończeniu szkoły średniej. W 1972 dołączył jako drugi do zespołu Paula Savage'a i rok później odniósł pierwsze ważne sukcesy na arenie krajowej. Drużyna wygrała mistrzostwa Ontario w latach 1973 i 1974 i na poziomie krajowym zajęła odpowiednio 2. i 3. miejsce (rozgrywano wówczas tylko Round Robin biorąc pod uwagę tylko bilans gier, uwzględniając bezpośrednie wyniki meczów zespołów z tych samych pozycji byłyby to miejsca 3. i 4.). Drugie miejsce zawodnicy z Ontario zajęli także w 1977, gdy Werenich był trzecim.
W 1981 z nową drużyną, jako skip Werenich zajął 4. miejsce w the Brier. Następnie skład ponownie został przemodelowany, Ed znów grał razem z  Savage'em. Werenich zdobył swój pierwszy tytuł mistrza Kanady w 1983, kiedy w finale Ontario pokonało 7:3 Albertę (Ed Lukowich). W mistrzostwach świata w 1983 Kanadyjczycy łatwo zakwalifikowali się do fazy finałowej, w półfinale pokonali Szwedów (Stefan Hasselborg) i w finale Niemców (Keith Wendorf).
Rok później by znaleźć się w finale the Brier Werenich musiał wygrać dwa mecze barażowe i półfinał. W ostatnim meczu turnieju uległ jednak Manitobie (Michael Riley) 4:7. W 1990 Ontario z najlepszym wynikiem fazy grupowej automatycznie znalazło się w finale, zwyciężyło tam nad Nowym Brunszwikiem (Jim Sullivan) 5:4. Kanadyjczycy zdobyli złote medale na MŚ 1990 pokonując w finale 3:1 Szkotów (David Smith).
Po swoim drugim mistrzostwie świata Werenich jeszcze dwa razy wystąpił na the Brier. W 1995 i 1997 plasował się na 4. miejscu przegrywając dolny mecz Page play-off przeciwko Kevinowi Martinowi i Jamesowi Grattanowi.
Werenich dwukrotnie startował w krajowych kwalifikacjach olimpijskich do 1988 i 1998, zdobywał tam brązowe medale.
Ogłosił zakończenie kariery w 2000. Powrócił jednak do gry w 2004 uczestnicząc w Dominion Tankard.
Został włączony w 1988 do Canadian Curling Hall of Fame i w 2009 do Ontario Sport Legends Hall of Fame.

## Drużyna
| Rok       | Czwarty     | Trzeci        | Drugi           | Otwierający   |
| --------- | ----------- | ------------- | --------------- | ------------- |
| 2003/2004 | Ed Werenich | Neil Harrison | Lino Di Iorio   | Ryan Werenich |
| 1994/1997 | Ed Werenich | John Kawaja   | Pat Perroud     | Neil Harrison |
| 1989/1990 | Ed Werenich | John Kawaja   | Ian Tetley      | Pat Perroud   |
| 1987/1988 | Paul Savage | Ed Werenich   | Graeme McCarrel | Neil Harrison |
| 1982/1984 | Ed Werenich | Paul Savage   | John Kawaja     | Neil Harrison |
| 1980/1981 | Ed Werenich | Bob Widdis    | Neil Harrison   | Jim McGrath   |
| 1976/1977 | Paul Savage | Ed Werenich   | Ron Green       | Reid Ferguson |
| 1972/1974 | Paul Savage | Bob Thomson   | Ed Werenich     | Ron Green     |